# Anacroneuria ohausiana
Anacroneuria ohausiana is een steenvlieg uit de familie borstelsteenvliegen (Perlidae). De wetenschappelijke naam van de soort werd voor het eerst geldig gepubliceerd in 1909 door Günther Enderlein.